# Kaley Cuoco
Kaley Christine Cuoco (Camarillo, Kalifornija, 30. studenog 1985.) je američka filmska i televizijska glumica. Najpoznatija je po ulogama Bridget Hennessy u sitcomu 8 jednostavnih pravila, zatim Billie Jenkins u dramskoj seriji Čarobnice i Penny u sitcomu Teorija velikog praska.

## Rani život
Cuoco je rođena u Kaliforniji. Njezin otac je Gary Carmine Cuoco, a majka Layne Ann Wingate. Ima i mlađu sestru po imenu Briana. Kaley se školovala na snimanjima i stekla svoju srednjoškolsku diplomu kao šesnaestogodišnjakinja.

## Karijera
Od šeste godine Kaley snima TV reklame, a prva filmska uloga dolazi joj 1992. godine u trileru Quicksand: No Escape. U njezinoj biografiji stoje uglavnom manje uloge u TV filmovima (Toothless, Mr. Murder, Growing Up Brady) i serijama (My So-Called Life, Seventh Heaven, Eureka i Tračerica, te posuđivanje glasova animiranim likovima (Bratz). Zahvaljujući upravo Teoriji velikog praska, ABC-jevom sitcomu u kojem je svojom vrckavošću osvojila gledatelje diljem svijeta, Kaley je dobila ponudu za snimanje nekoliko novih filmova – The Penthouse, The Last Ride, Hop, The Ring 3 i Key Party. Nakon fotografiranja za časopis „Maxim“, početkom ove godine, život joj je konačno krenuo uzlaznom putanjom. Njezine fotke pokazale su da se iz naivog curetka pretvorila u vrlo privlačnu ženu, pa je sada i filmski svijet gleda drugim očima.

## Privatni život
Cuoco trenutačno živi u San Fernando Valley (Kalifornija), zajedno sa svojim psima, njemačkim ovčarom po imenu Duke i čivavom zvanom Petey. U slobodno vrijeme uživa u vožnji, kickboxingu, kuglanju i sviranju bubnjeva. Jedan od njezinih omiljenih hobija je stolni tenis. Dobra je prijateljica s glumicama Amy Davidson, Alyssom Milano, Ashley Tisdale i Brittany Snow. Zanimljivo je da je u seriji Osam jednostavnih pravila igrala Amyinu stariju sestru, dok je u stvarnom životu šest godina mlađa od nje. 

Kaley Cuoco je bila u vezi s Johnnyjem Galeckim, koji u "Teoriji velikog praska" glumi Leonarda. Prije godinu dana skrivila je nesreću u kojoj je Johnny zamalo teško stradao.

## Filmografija

### Filmovi
| Dugometražni film                     | Dugometražni film                   | Dugometražni film    | Dugometražni film               |
| Godina                                | Film                                | Uloga                | Bilješke                        |
| ------------------------------------- | ----------------------------------- | -------------------- | ------------------------------- |
| 1995                                  | Virtuosity                          | Karin Carter         |                                 |
| 1997                                  | Picture Perfect                     | Djevojčica           |                                 |
| 2000                                  | Can't Be Heaven                     | Teresa Powers        | kreditirana kao "Kaley Cuaco"   |
| 2000                                  | Don't Forget Your Toothbrush        | Ashley               |                                 |
| 2002                                  | First Monday                        | Alyssa               |                                 |
| 2003                                  | A Merry Mickey Celebration          | Kaley Cuoco (Sebe)   |                                 |
| 2004                                  | Debating Robert Lee                 | Maralee Rodgers      |                                 |
| 2004                                  | 10.5 (miniserija)                   | Amanda Williams      |                                 |
| 2004                                  | The Hollow]                         | Karen                |                                 |
| 2005                                  | Lucky 13                            | Sarah Baker          |                                 |
| 2007                                  | Cougar Club                         | Amanda               |                                 |
| 2008                                  | Wasted                              | Katie Cooning        |                                 |
| 2008                                  | Killer Movie                        | Blanca Champion      |                                 |
| 2010                                  | The Penthouse                       | Erica Roc            |                                 |
| 2010                                  | The Last Ride                       | Wanda                |                                 |
| 2011                                  | Hop                                 | Samantha O'Hare      | Postprodukcija                  |
| 2011                                  | Shark Night 3D                      | Sara                 | Pretprodukcija                  |
| 2012                                  | The Ring 3D                         | Cassie Walker        | U razvoju                       |
| 2012                                  | The Bedroom Window                  | Denise               | Pretprodukcija                  |
| 2013                                  | Key Party                           | Amy                  | U razvoju                       |
| Film snimljen za televiziju ili video |                                     |                      |                                 |
| Godina                                | Film                                | Uloga                | Bilješke                        |
| 1992                                  | Quicksand: No Escape                | Connie Reinhardt     | TV film                         |
| 1997                                  | Toothless                           | Lori                 | TV film                         |
| 1998                                  | Mr. Murder                          | Charlotte Stillwater | TV film                         |
| 2000                                  | Alley Cats Strike                   | Elisa Bowers         | Originalni film Disney Channela |
| 2000                                  | Growing Up Brady                    | Maureen McCormick    | TV film                         |
| 2004                                  | Crimes of Fashion                   | Brooke Tayloe        | TV film                         |
| 2006                                  | Separated at Worth                  | Gabby                | TV film                         |
| 2006                                  | Bratz: Passion 4 Fashion — Diamondz | Kirstee Smith        | TV film                         |
| 2007                                  | To Be Fat Like Me                   | Alyson Schmidt       | TV film                         |

### Televizija
| Televizija                 | Televizija              | Televizija         | Televizija                                                                                |
| Godina                     | Emisija                 | Uloga              | Bilješke                                                                                  |
| -------------------------- | ----------------------- | ------------------ | ----------------------------------------------------------------------------------------- |
| 2002–2005                  | 8 jednostavnih pravila  | Bridget Hennessy   | Glavna uloga                                                                              |
| 2004–2006                  | Brandy and Mr. Whiskers | Brandy Harrington  | Glas / glavna uloga                                                                       |
| 2004–2009                  | 6teen                   | Chrissie Baldwin   | Glas / sporedni lik                                                                       |
| 2005–2006                  | Bratz                   | Kirstee Smith      | Glas                                                                                      |
| 2005–2006                  | Čarobnice               | Billie Jenkins     | Sporedna uloga                                                                            |
| 2006–2008                  | Monster Allergy         | Elena Potato       | Glas / glavna uloga                                                                       |
| 2007–2019                  | Teorija velikog praska  | Penny              | Glavna uloga                                                                              |
| Gostujuća TV pojavljivanja |                         |                    |                                                                                           |
| Godina                     | Emisija                 | Uloga              | Bilješke                                                                                  |
| 1994                       | My So-Called Life       | Mlada Angela Chase | Epizoda: "Father Figures"                                                                 |
| 1994                       | Život na sjeveru        | Miranda (Randi)    | Epizoda: "Hello, I Love You"                                                              |
| 1996                       | These Friends of Mine   | Mala Ellen Morgan  | Epizoda: "The Bubble Gum Incident"                                                        |
| 2000                       | Homewood PI             | Lauren Crane       | Epizoda: "Pilot"                                                                          |
| 2001                       | Ladies Man              | Bonnie Stiles      | 8 epizoda                                                                                 |
| 2001                       | U sedmom nebu           | Lynn               | Epizoda: "Relationships"                                                                  |
| 2002                       | The Nightmare Room      | Kristin Ferris     | Epizoda: "My Name Is Evil"                                                                |
| 2004                       | The Help                | Carly Michaels     | Epizoda: "Pilot"                                                                          |
| 2004                       | Complete Savages        | Erin               | Epizoda: "For Whom the Cell Tolls"                                                        |
| 2005–2006                  | Loonatics Unleashed     | Paula Hayes        | Epizoda: "Weathering Heights" Epizoda: "Acmegeddon: Part 1" Epizoda: "Acmegeddon: Part 2" |
| 2006                       | Secrets of a Small Town | Misty Anders       | Epizoda: "Pilot"                                                                          |
| 2007                       | Zakon braće             | Sasha              | Epizoda: "The Message" and "Chicago"                                                      |
| 2008                       | Eureka                  | Leighton           | Epizoda: "Here Come the Suns"                                                             |
| 2009                       | Mercy                   | Kayla Reynolds     | Epizoda: "You Lost Me with the Cinderblock"                                               |

## Vanjske poveznice
- Kaley Cuoco u internetskoj bazi filmova IMDb-u (engl.)
- Kaley Cuoco Fansite  Arhivirana inačica izvorne stranice od 18. listopada 2010. (Wayback Machine) (engl.)